# Eparchie alatyrská
Eparchie alatyrská je eparchie ruské pravoslavné církve nacházející se v Rusku.

## Území a titul biskupa
Zahrnuje všechny farnosti v městských a obecních okruzích Alatyr, Batyrevo, Ibresi, Poreckoje a Šemurša.
Eparchiální biskup nese titul; Biskup alatyrský a porecký.

## Historie
Roku 1912 byl v eparchii Simbirsk zřízen vikariát Alatyr, který zahrnoval všechny alatyrské farnosti a získal též svého biskupa. Vikariát zanikl roku 1934.
24. prosince 2004 byl vikariát obnoven v rámci eparchie Čeboksary, samostatná alatyrská eparchie pak byla vytvořena 4. října 2012.

## Seznam biskupů
Vikariát simbirské eparchie
- 1912–1918 Nazarij (Andrejev)
- 1918–1920 Tichon (Vasilevskij)
- 1920–1921 Gurij (Stěpanov)
- 1921–1925 Ioakim (Blagovidov)
- 1925–1926 German (Kokel)
- 1926–1927 Arkadij (Jeršov)
- 1927–1930 Mitrofan (Griňov)
- 1930–1933 Ioannikij
- 1933–1934 Innokentij (Pospelov)
- 1934 Serafim (Zborovskij)

Vikariát čeboksarské eparchie
- 2005–2009 Savvatij (Antonov)
- 2011–2012 Stefan (Gordějev)

Eparchie alatyrská
- 2012–2024 Feodor (Belkov)
  - 2024–2024 Savvatij (Antonov) dočasný správce
- od 2024 Feodosij (Šitov)